# Alexa surinamensis
Alexa surinamensis är en ärtväxtart som beskrevs av Gennady Pavlovich Yakovlev. Alexa surinamensis ingår i släktet Alexa och familjen ärtväxter. Inga underarter finns listade i Catalogue of Life.